# Cotriguaçu
Cotriguaçu este un oraș în Mato Grosso (MT), Brazilia.